# Луцький екзархат УГКЦ
Луцький (Волинський) екзархат  — складова частина Української греко-католицької церкви. Створений 15 січня 2008 року. Є продовженням Луцької греко-католицької єпархії, яка існувала з перервами у XVI - XIX ст. Катедра єпископа знаходиться у церкві Різдва Христового у Луцьку.

## Історія
Луцький екзархат було створено рішенням Синоду єпископів Української Греко-Католицької Церкви шляхом виділення зі складу Київської архієпархії.
15 січня 2008 року у Ватикані було оголошено про те, що Папа Бенедикт XVI поблагословив рішення Синоду єпископів заснувати новий архиєпископський екзархат у Луцьку та призначити о. Йосафата Олега Говеру, священика Тернопільсько-Зборівської єпархії, першим екзархом, уділяючи йому титулярний престол Цезаріани.
Волинський Архиєпископський Екзархат УГКЦ з осідком в Луцьку знаходиться на північному заході України і охоплює Волинську та Рівненську області. На момент створення на цій території діяло 14 греко-католицьких парафій, в яких працюють 5 єпархіальних священників та 5 ченців — Отці Василіяни і Редемптористи, та один диякон, яким допомагали також священики із сусідніх єпархій. Василіянські монастирі є в Луцьку та Володимирі-Волинському, Отці Редемптористи мають дім у Ковелі.
У липні 2015 року в Луцьку було виділено земельну ділянку для храму релігійній громаді (парафії) Собору Різдва Пресвятої Богородиці.
19 серпня 2016 року у селі Положево Шацького району було урочисто освячено новий храм Преображення Господнього.
19 грудня 2017 року в Рівному голова Української греко-католицької церкви (УГКЦ) верховний архієпископ Святослав Шевчук звершив чин освячення Прокафедрального собору Луцького екзархату — храм святого Миколая Чудотворця, будівництво якого зайняло близько 10 років.

## Деканати
- Луцький
- Рівненський
- Володимир-Волинський

## Ординарії
- Йосафат (Говера) (15 січня 2008)